# Temporada 1976 de Fórmula 1
La temporada 1976 de Fórmula 1 fue la 27.ª edición del campeonato de Fórmula 1 de la FIA. Fueron 16 carreras que integraron el campeonato desde enero hasta octubre. James Hunt ganó su único campeonato mundial con un punto de ventaja sobre Niki Lauda y Ferrari su cuarto título en constructores.
Esta temporada estuvo marcada por el terrible accidente del piloto austriaco, Niki Lauda. En el GP de Alemania (Nürburgring), Lauda perdido el control de su Ferrari 312T2 en la segunda curva del circuito (Berwek), se estrelló contra el muro e inmediatamente el monoplaza quedó envuelto en llamas. Dada a la longitud de la pista el coche médico no puedo llegar a tiempo para sacar al piloto, sin embargo, cinco espectadores, un policía y los pilotos Harald Ertl, Guy Edwards y Arturo Merzario salieron al rescate, y consiguieron sacar a Lauda del monoplaza. Lauda fue trasladado al hospital con un diagnóstico grave, con quemaduras de primer grado en las manos y la cabeza, varios huesos rotos y una intoxicación por inhalación de gases. Lauda se recuperó en un tiempo récord y volvió a pilotar tras seis semanas en el GP de Italia (Monza). Desafortunadamente, pese a su esfuerzo, Lauda no consiguió su objetivo de retener la corona de campeón, logro que se llevó su contrincante James Hunt, por sólo un punto de diferencia. Sin embargo, Lauda obtuvo su revancha al ganar en 1977 con Ferrari y en 1984 con McLaren.

## Escuderías y pilotos
La siguiente tabla muestra los pilotos confirmados oficialmente por sus escuderías para el Mundial 1976 de Fórmula 1. 
Nuevamente se mantuvo el sistema de numeración adoptado en la temporada 1974, pero tomando como parámetros el par numérico "1-2" para el piloto campeón y su escudero, y los resultados del Campeonato de constructores 1973 para designar la numeración de los demás equipos. Dado que el campeón de 1975 Niki Lauda pintó el "1" en el morro de su Ferrari 312T, la Scuderia Ferrari intercambió sus dorsales con el equipo Marlboro McLaren F1 Team, el cual pasó a adoptar el par "11-12".
| Escudería                                          | Chasis        | Chasis     | Motor                     | Neu. | N.º | Pilotos                  | Rondas           |
| -------------------------------------------------- | ------------- | ---------- | ------------------------- | ---- | --- | ------------------------ | ---------------- |
| Scuderia Ferrari                                   | Ferrari       | 312T 312T2 | Ferrari 015 3.0 F12       | G    | 1   | Niki Lauda               | 1-10, 13-16      |
| Scuderia Ferrari                                   | Ferrari       | 312T 312T2 | Ferrari 015 3.0 F12       | G    | 2   | Clay Regazzoni           | 1-10, 12-16      |
| Scuderia Ferrari                                   | Ferrari       | 312T 312T2 | Ferrari 015 3.0 F12       | G    | 35  | Carlos Reutemann         | 13               |
| Elf Team Tyrrell                                   | Tyrrell       | 007 P34    | Ford Cosworth DFV 3.0 V8  | G    | 3   | Jody Scheckter           | Todas            |
| Elf Team Tyrrell                                   | Tyrrell       | 007 P34    | Ford Cosworth DFV 3.0 V8  | G    | 4   | Patrick Depailler        | Todas            |
| John Player Team Lotus                             | Lotus         | 77         | Ford Cosworth DFV 3.0 V8  | G    | 5   | Ronnie Peterson          | 1                |
| John Player Team Lotus                             | Lotus         | 77         | Ford Cosworth DFV 3.0 V8  | G    | 5   | Bob Evans                | 2-3              |
| John Player Team Lotus                             | Lotus         | 77         | Ford Cosworth DFV 3.0 V8  | G    | 5   | Mario Andretti           | 4-5, 7-16        |
| John Player Team Lotus                             | Lotus         | 77         | Ford Cosworth DFV 3.0 V8  | G    | 6   | Mario Andretti           | 1                |
| John Player Team Lotus                             | Lotus         | 77         | Ford Cosworth DFV 3.0 V8  | G    | 6   | Gunnar Nilsson           | 2-16             |
| Martini Racing Brabham                             | Brabham       | BT45       | Alfa Romeo 115-12 3.0 F12 | G    | 7   | Carlos Reutemann         | 1-12             |
| Martini Racing Brabham                             | Brabham       | BT45       | Alfa Romeo 115-12 3.0 F12 | G    | 7   | Rolf Stommelen           | 13               |
| Martini Racing Brabham                             | Brabham       | BT45       | Alfa Romeo 115-12 3.0 F12 | G    | 7   | Larry Perkins            | 14-16            |
| Martini Racing Brabham                             | Brabham       | BT45       | Alfa Romeo 115-12 3.0 F12 | G    | 8   | Carlos Pace              | Todas            |
| Martini Racing Brabham                             | Brabham       | BT45       | Alfa Romeo 115-12 3.0 F12 | G    | 77  | Rolf Stommelen           | 10               |
| Beta Team March March Engineering Ovoro Team March | March         | 761        | Ford Cosworth DFV 3.0 V8  | G    | 9   | Vittorio Brambilla       | Todas            |
| Beta Team March March Engineering Ovoro Team March | March         | 761        | Ford Cosworth DFV 3.0 V8  | G    | 10  | Lella Lombardi           | 1                |
| Beta Team March March Engineering Ovoro Team March | March         | 761        | Ford Cosworth DFV 3.0 V8  | G    | 10  | Ronnie Peterson          | 2-16             |
| Beta Team March March Engineering Ovoro Team March | March         | 761        | Ford Cosworth DFV 3.0 V8  | G    | 34  | Hans-Joachim Stuck       | Todas            |
| Beta Team March March Engineering Ovoro Team March | March         | 761        | Ford Cosworth DFV 3.0 V8  | G    | 35  | Arturo Merzario          | 3-9              |
| Marlboro McLaren F1 Team                           | McLaren       | M23 M26    | Ford Cosworth DFV 3.0 V8  | G    | 11  | James Hunt               | Todas            |
| Marlboro McLaren F1 Team                           | McLaren       | M23 M26    | Ford Cosworth DFV 3.0 V8  | G    | 12  | Jochen Mass              | Todas            |
| Shadow Racing Team                                 | Shadow        | DN5B DN8   | Ford Cosworth DFV 3.0 V8  | G    | 16  | Tom Pryce                | Todas            |
| Shadow Racing Team                                 | Shadow        | DN5B DN8   | Ford Cosworth DFV 3.0 V8  | G    | 17  | Jean-Pierre Jarier       | Todas            |
| Team Surtees Durex Team Surtees                    | Surtees       | TS19       | Ford Cosworth DFV 3.0 V8  | G    | 18  | Brett Lunger             | 2-5, 7-11, 13-15 |
| Team Surtees Durex Team Surtees                    | Surtees       | TS19       | Ford Cosworth DFV 3.0 V8  | G    | 18  | Conny Andersson          | 12               |
| Team Surtees Durex Team Surtees                    | Surtees       | TS19       | Ford Cosworth DFV 3.0 V8  | G    | 18  | Noritake Takahara        | 16               |
| Team Surtees Durex Team Surtees                    | Surtees       | TS19       | Ford Cosworth DFV 3.0 V8  | G    | 19  | Alan Jones               | 3-16             |
| Frank Williams Racing Cars Walter Wolf Racing      | Wolf-Williams | FW04 FW05  | Ford Cosworth DFV 3.0 V8  | G    | 20  | Jacky Ickx               | 1-6, 8-9         |
| Frank Williams Racing Cars Walter Wolf Racing      | Wolf-Williams | FW04 FW05  | Ford Cosworth DFV 3.0 V8  | G    | 20  | Arturo Merzario          | 10 - 16          |
| Frank Williams Racing Cars Walter Wolf Racing      | Wolf-Williams | FW04 FW05  | Ford Cosworth DFV 3.0 V8  | G    | 21  | Renzo Zorzi              | 1                |
| Frank Williams Racing Cars Walter Wolf Racing      | Wolf-Williams | FW04 FW05  | Ford Cosworth DFV 3.0 V8  | G    | 21  | Michel Leclère           | 2-8              |
| Frank Williams Racing Cars Walter Wolf Racing      | Wolf-Williams | FW04 FW05  | Ford Cosworth DFV 3.0 V8  | G    | 21  | Chris Amon               | 14               |
| Frank Williams Racing Cars Walter Wolf Racing      | Wolf-Williams | FW04 FW05  | Ford Cosworth DFV 3.0 V8  | G    | 21  | Warwick Brown            | 15               |
| Frank Williams Racing Cars Walter Wolf Racing      | Wolf-Williams | FW04 FW05  | Ford Cosworth DFV 3.0 V8  | G    | 21  | Hans Binder              | 16               |
| Frank Williams Racing Cars Walter Wolf Racing      | Wolf-Williams | FW04 FW05  | Ford Cosworth DFV 3.0 V8  | G    | 21  | Masami Kuwashima         | 16               |
| Mapfre Williams                                    | Wolf-Williams | FW04       | Ford Cosworth DFV 3.0 V8  | G    | 25  | Emilio Zapico            | 4                |
| Team Ensign                                        | Ensign        | N174 N175  | Ford Cosworth DFV 3.0 V8  | G    | 22  | Chris Amon               | 2-7, 9-10        |
| Team Ensign                                        | Ensign        | N174 N175  | Ford Cosworth DFV 3.0 V8  | G    | 22  | Patrick Nève             | 8                |
| Team Ensign                                        | Ensign        | N174 N175  | Ford Cosworth DFV 3.0 V8  | G    | 22  | Hans Binder              | 11               |
| Team Ensign                                        | Ensign        | N174 N175  | Ford Cosworth DFV 3.0 V8  | G    | 22  | Jacky Ickx               | 12-15            |
| Hesketh Racing Penthouse Rizla Racing with Hesketh | Hesketh       | 308D N175  | Ford Cosworth DFV 3.0 V8  | G    | 24  | Harald Ertl              | 2-16             |
| Hesketh Racing Penthouse Rizla Racing with Hesketh | Hesketh       | 308D N175  | Ford Cosworth DFV 3.0 V8  | G    | 25  | Guy Edwards              | 5, 8-10, 13-14   |
| Hesketh Racing Penthouse Rizla Racing with Hesketh | Hesketh       | 308D N175  | Ford Cosworth DFV 3.0 V8  | G    | 25  | Rolf Stommelen           | 12               |
| Hesketh Racing Penthouse Rizla Racing with Hesketh | Hesketh       | 308D N175  | Ford Cosworth DFV 3.0 V8  | G    | 25  | Alex Ribeiro             | 15               |
| Copersucar Fittipaldi                              | Fittipaldi    | FD03 FD04  | Ford Cosworth DFV 3.0 V8  | G    | 30  | Emerson Fittipaldi       | Todas            |
| Copersucar Fittipaldi                              | Fittipaldi    | FD03 FD04  | Ford Cosworth DFV 3.0 V8  | G    | 31  | Ingo Hoffmann            | 1, 3-4, 8        |
| Ligier Gitanes                                     | Ligier        | JS5        | Matra MS73 3.0 V12        | G    | 26  | Jacques Laffite          | Todas            |
| Vel's Parnelli Jones Racing                        | Parnelli      | VPJ4B      | Ford Cosworth DFV 3.0 V8  | G    | 27  | Mario Andretti           | 2-3              |
| Citibank Team Penske                               | Penske        | PC3 PC4    | Ford Cosworth DFV 3.0 V8  | G    | 28  | John Watson              | Todas            |
| Shell Sport Whiting                                | Surtees       | TS16       | Ford Cosworth DFV 3.0 V8  | G    | 13  | Divina Galica            | 9                |
| Team Norev / B&S Fabrications                      | Surtees       | TS19       | Ford Cosworth DFV 3.0 V8  | G    | 38  | Henri Pescarolo          | 6, 8-15          |
| Team P R Reilly                                    | Surtees       | DN3        | Ford Cosworth DFV 3.0 V8  | G    | 40  | Mike Wilds               | 9                |
| Stanley BRM                                        | BRM           | P201B      | BRM P200 3.0 V12          | G    | 14  | Ian Ashley               | 1                |
| Lexington Racing                                   | Tyrrell       | 007        | Ford Cosworth DFV 3.0 V8  | G    | 15  | Ian Scheckter            | 2                |
| Scuderia Gulf Rondini                              | Tyrrell       | 007        | Ford Cosworth DFV 3.0 V8  | G    | 37  | Alessandro Pesenti-Rossi | 10-13            |
| Scuderia Gulf Rondini                              | Tyrrell       | 007        | Ford Cosworth DFV 3.0 V8  | G    | 39  | Alessandro Pesenti-Rossi | 10-13            |
| Scuderia Gulf Rondini                              | Tyrrell       | 007        | Ford Cosworth DFV 3.0 V8  | G    | 40  | Alessandro Pesenti-Rossi | 10-13            |
| ÖASC Racing Team                                   | Tyrrell       | 007        | Ford Cosworth DFV 3.0 V8  | G    | 39  | Otto Stuppacher          | 13-15            |
| Heros Racing                                       | Tyrrell       | 007        | Ford Cosworth DFV 3.0 V8  | B    | 52  | Kazuyoshi Hoshino        | 16               |
| RAM Racing                                         | Brabham       | BT44B      | Ford Cosworth DFV 3.0 V8  | G    | 32  | Loris Kessel             | 4-5, 7-8, 11     |
| RAM Racing                                         | Brabham       | BT44B      | Ford Cosworth DFV 3.0 V8  | G    | 32  | Bob Evans                | 9                |
| RAM Racing                                         | Brabham       | BT44B      | Ford Cosworth DFV 3.0 V8  | G    | 33  | Emilio de Villota        | 4                |
| RAM Racing                                         | Brabham       | BT44B      | Ford Cosworth DFV 3.0 V8  | G    | 33  | Patrick Nève             | 5                |
| RAM Racing                                         | Brabham       | BT44B      | Ford Cosworth DFV 3.0 V8  | G    | 33  | Jac Nellemann            | 7                |
| RAM Racing                                         | Brabham       | BT44B      | Ford Cosworth DFV 3.0 V8  | G    | 33  | Damien Magee             | 8                |
| RAM Racing                                         | Brabham       | BT44B      | Ford Cosworth DFV 3.0 V8  | G    | 33  | Lella Lombardi           | 9-11             |
| HB Bewaking Alarm Systems Boro                     | Boro          | N175       | Ford Cosworth DFV 3.0 V8  | G    | 37  | Larry Perkins            | 4-7, 12-13       |
| HB Bewaking Alarm Systems Boro                     | Boro          | N175       | Ford Cosworth DFV 3.0 V8  | G    | 40  | Larry Perkins            | 4-7, 12-13       |
| F&S Properties                                     | Penske        | PC3        | Ford Cosworth DFV 3.0 V8  | G    | 39  | Boy Hayje                | 12               |
| Kojima Engineering                                 | Kojima        | KE007      | Ford Cosworth DFV 3.0 V8  | D    | 51  | Masahiro Hasemi          | 16               |
| Maki Engineering                                   | Maki          | F102A      | Ford Cosworth DFV 3.0 V8  | G    | 54  | Tony Trimmer             | 16               |

## Resultados
| Carrera                                     | Fecha            | Circuito             | Piloto Ganador  | Constructor ganador | Resultados |
| ------------------------------------------- | ---------------- | -------------------- | --------------- | ------------------- | ---------- |
| Gran Premio de Brasil                       | 25 de enero      | Interlagos           | Niki Lauda      | Ferrari             | Resultados |
| Gran Premio de Sudáfrica                    | 6 de marzo       | Kyalami              | Niki Lauda      | Ferrari             | Resultados |
| Gran Premio del oeste de los Estados Unidos | 28 de marzo      | Long Beach           | Clay Regazzoni  | Ferrari             | Resultados |
| Gran Premio de España                       | 2 de mayo        | Jarama               | James Hunt      | McLaren             | Resultados |
| Gran Premio de Bélgica                      | 16 de mayo       | Zolder               | Niki Lauda      | Ferrari             | Resultados |
| Gran Premio de Mónaco                       | 30 de mayo       | Mónaco               | Niki Lauda      | Ferrari             | Resultados |
| Gran Premio de Suecia                       | 13 de junio      | Scandinavian Raceway | Jody Scheckter  | Tyrrell             | Resultados |
| Gran Premio de Francia                      | 4 de julio       | Paul Ricard          | James Hunt      | McLaren             | Resultados |
| Gran Premio de Gran Bretaña                 | 18 de julio      | Brands Hatch         | Niki Lauda      | Ferrari             | Resultados |
| Gran Premio de Alemania                     | 1 de agosto      | Nürburgring          | James Hunt      | McLaren             | Resultados |
| Gran Premio de Austria                      | 15 de agosto     | Österreichring       | John Watson     | Penske-Ford         | Resultados |
| Gran Premio de los Países Bajos             | 29 de agosto     | Zandvoort            | James Hunt      | McLaren             | Resultados |
| Gran Premio de Italia                       | 12 de septiembre | Monza                | Ronnie Peterson | March               | Resultados |
| Gran Premio de Canadá                       | 3 de octubre     | Mosport Park         | James Hunt      | McLaren             | Resultados |
| Gran Premio de los Estados Unidos           | 10 de octubre    | Watkins Glen         | James Hunt      | McLaren             | Resultados |
| Gran Premio de Japón                        | 24 de octubre    | Fuji Speedway        | Mario Andretti  | Lotus               | Resultados |

## Clasificaciones

### Sistema de puntuación
- Puntuaban los seis primeros de cada carrera.
- Para la cuenta final del campeonato solamente se contaron los siete mejores resultados de las ocho primeras carreras e igualmente los mejores siete de las ocho restantes.
- Para el campeonato de constructores, sumaba el mejor clasificado, aunque sea equipo privado.

| Posición | 1.º | 2.º | 3.º | 4.º | 5.º | 6.º |
| Puntos   | 9   | 6   | 4   | 3   | 2   | 1   |

### Campeonato de Pilotos
| Pos. | Piloto                   | BRA | RSA | USW | ESP | BEL | MON | SWE | FRA | GBR | GER | AUT | NED | ITA | CAN | USA | JPN | Puntos |
| ---- | ------------------------ | --- | --- | --- | --- | --- | --- | --- | --- | --- | --- | --- | --- | --- | --- | --- | --- | ------ |
| 1    | James Hunt               | Ret | 2   | Ret | 1   | Ret | Ret | 5   | 1   | DSQ | 1   | 4   | 1   | Ret | 1   | 1   | 3   | 69     |
| 2    | Niki Lauda               | 1   | 1   | 2   | 2   | 1   | 1   | 3   | Ret | 1   | Ret |     |     | 4   | 8   | 3   | Ret | 68     |
| 3    | Jody Scheckter           | 5   | 4   | Ret | Ret | 4   | 2   | 1   | 6   | 2   | 2   | Ret | 5   | 5   | 4   | 2   | Ret | 49     |
| 4    | Patrick Depailler        | 2   | 9   | 3   | Ret | Ret | 3   | 2   | 2   | Ret | Ret | Ret | 7   | 6   | 2   | Ret | 2   | 39     |
| 5    | Clay Regazzoni           | 7   | Ret | 1   | 11  | 2   | 14  | 6   | Ret | Ret | 9   |     | 2   | 2   | 6   | 7   | 5   | 31     |
| 6    | Mario Andretti           | Ret | 6   | Ret | Ret | Ret |     | Ret | 5   | Ret | 12  | 5   | 3   | Ret | 3   | Ret | 1   | 22     |
| 7    | John Watson              | Ret | 5   | NC  | Ret | 7   | 10  | Ret | 3   | 3   | 7   | 1   | Ret | 11  | 10  | 6   | Ret | 20     |
| 8    | Jacques Laffite          | Ret | Ret | 4   | 12  | 3   | 12  | 4   | 14  | Ret | Ret | 2   | Ret | 3   | Ret | Ret | 7   | 20     |
| 9    | Jochen Mass              | 6   | 3   | 5   | Ret | 6   | 5   | 11  | 15  | Ret | 3   | 7   | 9   | Ret | 5   | 4   | Ret | 19     |
| 10   | Gunnar Nilsson           |     | Ret | Ret | 3   | Ret | Ret | Ret | Ret | Ret | 5   | 3   | Ret | 13  | 12  | Ret | 6   | 11     |
| 11   | Ronnie Peterson          | Ret | Ret | 10  | Ret | Ret | Ret | 7   | 19  | Ret | Ret | 6   | Ret | 1   | 9   | Ret | Ret | 10     |
| 12   | Tom Pryce                | 3   | 7   | Ret | 8   | 10  | 7   | 9   | 8   | 4   | 8   | Ret | 4   | 8   | 11  | Ret | Ret | 10     |
| 13   | Hans-Joachim Stuck       | 4   | 12  | Ret | Ret | Ret | 4   | Ret | 7   | Ret | Ret | Ret | Ret | Ret | Ret | 5   | Ret | 8      |
| 14   | Carlos Pace              | 10  | Ret | 9   | 6   | Ret | 9   | 8   | 4   | 8   | 4   | Ret | Ret | Ret | 7   | Ret | Ret | 7      |
| 15   | Alan Jones               |     |     | NC  | 9   | 5   | Ret | 13  | Ret | 5   | 10  | Ret | 8   | 12  | 16  | 8   | 4   | 7      |
| 16   | Carlos Reutemann         | 12  | Ret | Ret | 4   | Ret | Ret | Ret | 11  | Ret | Ret | Ret | Ret | 9   |     |     |     | 3      |
| 17   | Emerson Fittipaldi       | 13  | 17  | 6   | Ret | DNQ | 6   | Ret | Ret | 6   | 13  | Ret | Ret | 15  | Ret | 9   | Ret | 3      |
| 18   | Chris Amon               |     | 14  | 8   | 5   | Ret | 13  | Ret |     | Ret | Ret |     |     |     | DNS |     |     | 2      |
| 19   | Vittorio Brambilla       | Ret | 8   | Ret | Ret | Ret | Ret | 10  | Ret | Ret | Ret | Ret | 6   | 7   | 14  | Ret | Ret | 1      |
| 20   | Rolf Stommelen           |     |     |     |     |     |     |     |     |     | 6   |     | 12  | Ret |     |     |     | 1      |
| NC   | Harald Ertl              |     | 15  | DNQ | DNQ | Ret | DNQ | Ret | Ret | 7   | Ret | 8   | Ret | 16  | DNS | 13  | 8   | 0      |
| NC   | Jean-Pierre Jarier       | Ret | Ret | 7   | Ret | 9   | 8   | 12  | 12  | 9   | 11  | Ret | 10  | 19  | 18  | 10  | 10  | 0      |
| NC   | Jacky Ickx               | 8   | 16  | DNQ | 7   | DNQ | DNQ |     | 10  | DNQ |     |     | Ret | 10  | 13  | Ret |     | 0      |
| NC   | Larry Perkins            |     |     |     | 13  | 8   | DNQ | Ret |     |     |     |     | Ret | Ret | 17  | Ret | Ret | 0      |
| NC   | Henri Pescarolo          |     |     |     |     |     | DNQ |     | Ret | Ret | DNQ | 9   | 11  | 17  | 19  | NC  |     | 0      |
| NC   | Arturo Merzario          |     |     | DNQ | Ret | Ret | DNQ | 14  | 9   | Ret | Ret | Ret | Ret | DNS | Ret | Ret | Ret | 0      |
| NC   | Renzo Zorzi              | 9   |     |     |     |     |     |     |     |     |     |     |     |     |     |     |     | 0      |
| NC   | Noritake Takahara        |     |     |     |     |     |     |     |     |     |     |     |     |     |     |     | 9   | 0      |
| NC   | Michel Leclère           |     | 13  | DNQ | 10  | 11  | 11  | Ret | 13  |     |     |     |     |     |     |     |     | 0      |
| NC   | Brett Lunger             |     | 11  | DNQ | DNQ | Ret |     | 15  | 16  | Ret | Ret | 10  |     | 14  | 15  | 11  |     | 0      |
| NC   | Bob Evans                |     | 10  | DNQ |     |     |     |     |     | Ret |     |     |     |     |     |     |     | 0      |
| NC   | Alessandro Pesenti-Rossi |     |     |     |     |     |     |     |     |     | 14  | 11  | DNQ | 18  |     |     |     | 0      |
| NC   | Ingo Hoffmann            | 11  |     | DNQ | DNQ |     |     |     | DNQ |     |     |     |     |     |     |     |     | 0      |
| NC   | Masahiro Hasemi          |     |     |     |     |     |     |     |     |     |     |     |     |     |     |     | 11  | 0      |
| NC   | Loris Kessel             |     |     |     | DNQ | 12  |     | Ret | DNQ |     |     | NC  |     |     |     |     |     | 0      |
| NC   | Lella Lombardi           | 14  |     |     |     |     |     |     |     | DNQ | DNQ | 12  |     |     |     |     |     | 0      |
| NC   | Alex Ribeiro             |     |     |     |     |     |     |     |     |     |     |     |     |     |     | 12  |     | 0      |
| NC   | Warwick Brown            |     |     |     |     |     |     |     |     |     |     |     |     |     |     | 14  |     | 0      |
| NC   | Guy Edwards              |     |     |     |     | DNQ |     |     | 17  | Ret | 15  |     |     | DNS | 20  |     |     | 0      |
| NC   | Patrick Nève             |     |     |     |     | Ret |     |     | 18  |     |     |     |     |     |     |     |     | 0      |
| NC   | Hans Binder              |     |     |     |     |     |     |     |     |     |     | Ret |     |     |     |     | Ret | 0      |
| NC   | Ian Ashley               | Ret |     |     |     |     |     |     |     |     |     |     |     |     |     |     |     | 0      |
| NC   | Ian Scheckter            |     | Ret |     |     |     |     |     |     |     |     |     |     |     |     |     |     | 0      |
| NC   | Boy Hayje                |     |     |     |     |     |     |     |     |     |     |     | Ret |     |     |     |     | 0      |
| NC   | Conny Andersson          |     |     |     |     |     |     |     |     |     |     |     | Ret |     |     |     |     | 0      |
| NC   | Kazuyoshi Hoshino        |     |     |     |     |     |     |     |     |     |     |     |     |     |     |     | Ret | 0      |
| NC   | Otto Stuppacher          |     |     |     |     |     |     |     |     |     |     |     |     | DNS | DNQ | DNQ |     | 0      |
| NC   | Masami Kuwashima         |     |     |     |     |     |     |     |     |     |     |     |     |     |     |     | DNS | 0      |
| NC   | Emilio de Villota        |     |     |     | DNQ |     |     |     |     |     |     |     |     |     |     |     |     | 0      |
| NC   | Emilio Zapico            |     |     |     | DNQ |     |     |     |     |     |     |     |     |     |     |     |     | 0      |
| NC   | Jac Nelleman             |     |     |     |     |     |     | DNQ |     |     |     |     |     |     |     |     |     | 0      |
| NC   | Damien Magee             |     |     |     |     |     |     |     | DNQ |     |     |     |     |     |     |     |     | 0      |
| NC   | Mike Wilds               |     |     |     |     |     |     |     |     | DNQ |     |     |     |     |     |     |     | 0      |
| NC   | Divina Galica            |     |     |     |     |     |     |     |     | DNQ |     |     |     |     |     |     |     | 0      |
| NC   | Tony Trimmer             |     |     |     |     |     |     |     |     |     |     |     |     |     |     |     | DNQ | 0      |
| Pos. | Piloto                   | BRA | RSA | USW | ESP | BEL | MON | SWE | FRA | GBR | GER | AUT | NED | ITA | CAN | USA | JPN | Puntos |

| Color      | Resultado                          |
| ---------- | ---------------------------------- |
| Oro        | Ganador                            |
| Plata      | 2.º puesto                         |
| Bronce     | 3.er puesto                        |
| Verde      | Finalizó en los puntos             |
| Azul       | Finalizó sin puntos                |
| Azul       | NC - No clasificado                |
| Violeta    | Ret - No terminó                   |
| Rojo       | DNQ - No se clasificó              |
| Rojo       | DNPQ - No se preclasificó          |
| Negro      | DSQ - Descalificado                |
| Blanco     | DNS - No empezó                    |
| Blanco     | WD - Retirado                      |
| Blanco     | C - Carrera cancelada              |
| Azul claro | TD - Entrenamientos libres (2003-) |
| Sin color  | DNP - Inscrito, pero no participó  |
| Sin color  | INJ - Inscrito, pero lesionado     |
| Sin color  | EX - Excluido                      |

| Estado  | Resultado                                                                             |
| ------- | ------------------------------------------------------------------------------------- |
| Negrita | Pole position                                                                         |
| Cursiva | Vuelta rápida                                                                         |
| 1-8     | Posiciones puntuables de clasificación sprint (2021-)                                 |
| †       | No acabó el Gran Premio, pero fue clasificado ya que completó el porcentaje necesario |
| ‡       | Monoplaza compartido                                                                  |
| ~       | Se otorgó la mitad de puntos ya que no se cumplió con el 75% de la carrera            |
| ≠       | No obtuvo puntos ya que era piloto invitado                                           |
| F2      | Inscrito para carrera de Fórmula 2, no sumaba puntos                                  |

### Estadísticas del Campeonato de Pilotos
| Pos. | Piloto                   | Escudería | Victorias | Podios | Poles | Puntos |
| ---- | ------------------------ | --------- | --------- | ------ | ----- | ------ |
| 1    | James Hunt               |           | 6         | 8      | 8     | 69     |
| 2    | Niki Lauda               |           | 5         | 9      | 3     | 68     |
| 3    | Jody Scheckter           |           | 1         | 5      | 2     | 49     |
| 4    | Patrick Depailler        |           |           | 7      |       | 39     |
| 5    | Clay Regazzoni           |           | 1         | 4      | 1     | 31     |
| 6    | Mario Andretti           |           | 1         | 3      | 1     | 22     |
| 7    | John Watson              |           | 1         | 3      | 1     | 20     |
| 8    | Jacques Laffite          |           |           | 3      |       | 20     |
| 9    | Jochen Mass              |           |           | 2      |       | 19     |
| 10   | Gunnar Nilsson           |           |           | 2      |       | 11     |
| 11   | Ronnie Peterson          |           | 1         | 1      |       | 10     |
| 12   | Tom Pryce                |           |           | 1      | 1     | 10     |
| 13   | Hans-Joachim Stuck       |           |           |        |       | 8      |
| 14   | Carlos Pace              |           |           |        |       | 7      |
| 15   | Alan Jones               |           |           |        |       | 7      |
| 16   | Carlos Reutemann         |           |           |        |       | 3      |
| 17   | Emerson Fittipaldi       |           |           |        |       | 3      |
| 18   | Chris Amon               |           |           |        |       | 2      |
| 19   | Vittorio Brambilla       |           |           |        |       | 1      |
| 20   | Rolf Stommelen           |           |           |        |       | 1      |
| NC   | Harald Ertl              |           |           |        |       | 0      |
| NC   | Jean-Pierre Jarier       |           |           |        |       | 0      |
| NC   | Jacky Ickx               |           |           |        |       | 0      |
| NC   | Larry Perkins            |           |           |        |       | 0      |
| NC   | Henri Pescarolo          |           |           |        |       | 0      |
| NC   | Arturo Merzario          |           |           |        |       | 0      |
| NC   | Renzo Zorzi              |           |           |        |       | 0      |
| NC   | Noritake Takahara        |           |           |        |       | 0      |
| NC   | Michel Leclère           |           |           |        |       | 0      |
| NC   | Brett Lunger             |           |           |        |       | 0      |
| NC   | Bob Evans                |           |           |        |       | 0      |
| NC   | Alessandro Pesenti-Rossi |           |           |        |       | 0      |
| NC   | Ingo Hoffmann            |           |           |        |       | 0      |
| NC   | Masahiro Hasemi          |           |           |        |       | 0      |
| NC   | Loris Kessel             |           |           |        |       | 0      |
| NC   | Lella Lombardi           |           |           |        |       | 0      |
| NC   | Alex Ribeiro             |           |           |        |       | 0      |
| NC   | Warwick Brown            |           |           |        |       | 0      |
| NC   | Guy Edwards              |           |           |        |       | 0      |
| NC   | Patrick Nève             |           |           |        |       | 0      |
| NC   | Hans Binder              |           |           |        |       | 0      |
| NC   | Ian Ashley               |           |           |        |       | 0      |
| NC   | Ian Scheckter            |           |           |        |       | 0      |
| NC   | Boy Hayje                |           |           |        |       | 0      |
| NC   | Conny Andersson          |           |           |        |       | 0      |
| NC   | Kazuyoshi Hoshino        |           |           |        |       | 0      |
| NC   | Otto Stuppacher          |           |           |        |       | 0      |
| NC   | Masami Kuwashima         |           |           |        |       | 0      |
| NC   | Emilio de Villota        |           |           |        |       | 0      |
| NC   | Emilio Zapico            |           |           |        |       | 0      |
| NC   | Jac Nelleman             |           |           |        |       | 0      |
| NC   | Damien Magee             |           |           |        |       | 0      |
| NC   | Mike Wilds               |           |           |        |       | 0      |
| NC   | Divina Galica            |           |           |        |       | 0      |
| NC   | Tony Trimmer             |           |           |        |       | 0      |

### Campeonato de Constructores
| Pos. | Constructor        | BRA | RSA | USW | ESP | BEL | MON | SWE | FRA | GBR | GER | AUT | NED | ITA | CAN | USA | JPN | Puntos  |
| ---- | ------------------ | --- | --- | --- | --- | --- | --- | --- | --- | --- | --- | --- | --- | --- | --- | --- | --- | ------- |
| 1    | Ferrari            | 1   | 1   | 1   | 2   | 1   | 1   | 3   | Ret | 1   | 9   | WD  | 2   | 2   | 6   | 3   | 5   | 83      |
| 2    | McLaren-Ford       | 6   | 2   | 5   | 1   | 6   | 5   | 5   | 1   | Ret | 1   | 4   | 1   | Ret | 1   | 1   | 3   | 74 (75) |
| 3    | Tyrrell-Ford       | 2   | 4   | 3   | Ret | 4   | 2   | 1   | 2   | 2   | 2   | 11  | 5   | 5   | 2   | 2   | 2   | 71      |
| 4    | Lotus-Ford         | Ret | 10  | Ret | 3   | Ret | Ret | Ret | 5   | Ret | 5   | 3   | 3   | 13  | 3   | Ret | 1   | 29      |
| 5    | Penske-Ford        | Ret | 5   | NC  | Ret | 7   | 10  | Ret | 3   | 3   | 7   | 1   | Ret | 11  | 10  | 6   | Ret | 20      |
| 6    | Ligier-Matra       | Ret | Ret | 4   | 12  | 3   | 12  | 4   | 14  | DSQ | Ret | 2   | Ret | 3   | Ret | Ret | 7   | 20      |
| 7    | March-Ford         | 4   | 8   | 10  | Ret | Ret | 4   | 7   | 7   | Ret | Ret | 6   | 6   | 1   | 9   | 5   | Ret | 19      |
| 8    | Shadow-Ford        | 3   | 7   | 7   | 8   | 9   | 7   | 9   | 8   | 4   | 8   | Ret | 4   | 8   | 11  | 10  | 10  | 10      |
| 9    | Brabham-Alfa Romeo | 10  | Ret | 9   | 4   | Ret | 9   | 8   | 4   | 8   | 4   | Ret | Ret | Ret | 7   | Ret | Ret | 9       |
| 10   | Surtees-Ford       |     | 11  | NC  | 9   | 5   | Ret | 13  | 16  | 5   | 10  | 9   | 8   | 12  | 15  | 8   | 4   | 7       |
| 11   | Fittipaldi-Ford    | 11  | 17  | 6   | Ret | DNQ | 6   | Ret | Ret | 6   | 13  | Ret | Ret | 15  | Ret | 9   | Ret | 3       |
| 12   | Ensign-Ford        |     |     | 8   | 5   | Ret | 13  | Ret | 18  | Ret | Ret | Ret | Ret | 10  | 13  | Ret | WD  | 2       |
| 13   | Parnelli-Ford      |     | 6   | Ret |     |     |     |     |     |     |     |     |     |     |     |     |     | 1       |
| NC   | Hesketh-Ford       |     | 15  | DNQ | DNQ | Ret | DNQ | Ret | 17  | 7   | 15  | 8   | 12  | 16  | 20  | 12  | 8   | 0       |
| NC   | Wolf-Williams-Ford | 8   | 13  | DNQ | 7   | 11  | 11  | Ret | 10  | DNQ | Ret | Ret | Ret | DNQ | Ret | 14  | Ret | 0       |
| NC   | Boro-Ford          |     |     |     | 13  | 8   | DNQ | Ret |     |     | WD  |     | Ret | Ret |     |     |     | 0       |
| NC   | Kojima-Ford        |     |     |     |     |     |     |     |     |     |     |     |     |     |     |     | 11  | 0       |
| NC   | Brabham-Ford       |     |     |     | DNQ | 12  |     | Ret | DNQ | Ret | DNS | 12  |     | WD  |     |     |     | 0       |
| NC   | BRM                | Ret |     |     |     |     |     |     |     |     |     |     |     |     |     |     |     | 0       |
| NC   | Williams-Ford      |     |     |     | DNQ |     |     |     |     |     |     |     |     |     |     |     |     | 0       |
| NC   | Maki-Ford          |     |     |     |     |     |     |     |     |     |     |     |     |     |     |     | DNQ | 0       |
| Pos. | Constructor        | BRA | RSA | USW | ESP | BEL | MON | SWE | FRA | GBR | GER | AUT | NED | ITA | CAN | USA | JPN | Puntos  |

### Estadísticas del Campeonato de Constructores
| Pos. | Constructor   | Motor      | Neumáticos | Victorias | Podios | Poles | Puntos  |
| ---- | ------------- | ---------- | ---------- | --------- | ------ | ----- | ------- |
| 1    | Ferrari       | Ferrari    | G          | 6         | 13     | 4     | 83      |
| 2    | McLaren       | Ford       | G          | 6         | 10     | 8     | 74 (75) |
| 3    | Tyrrell       | Ford       | G          | 1         | 12     | 2     | 71      |
| 4    | Lotus         | Ford       | G          | 1         | 5      | 1     | 29      |
| 5    | Penske        | Ford       | G          | 1         | 3      |       | 20      |
| 6    | Ligier        | Matra      | G          |           | 3      | 1     | 20      |
| 7    | March         | Ford       | G          | 1         | 1      | 1     | 19      |
| 8    | Shadow        | Ford       | G          |           | 1      |       | 10      |
| 9    | Brabham       | Alfa Romeo | G          |           |        |       | 9       |
| 10   | Surtees       | Ford       | G          |           |        |       | 7       |
| 11   | Fittipaldi    | Ford       | G          |           |        |       | 3       |
| 12   | Ensign        | Ford       | G          |           |        |       | 2       |
| 13   | Parnelli      | Ford       | G          |           |        |       | 1       |
| NC   | Hesketh       | Ford       | G          |           |        |       |         |
| NC   | Wolf-Williams | Ford       | G          |           |        |       |         |
| NC   | Boro          | Ford       | G          |           |        |       |         |
| NC   | Kojima        | Ford       | G          |           |        |       |         |
| NC   | Brabham       | Ford       | G          |           |        |       |         |
| NC   | BRM           | BRM        | G          |           |        |       |         |
| NC   | Williams      | Ford       | G          |           |        |       |         |
| NC   | Maki          | Ford       | G          |           |        |       |         |

## Carreras fuera del campeonato
En 1976 se realizaron dos carreras de Fórmula 1 no puntuables para el campeonato mundial.
| Carrera                   | Circuito     | Fecha       | Piloto ganador | Constructor ganador | Resultados |
| ------------------------- | ------------ | ----------- | -------------- | ------------------- | ---------- |
| Carrera de Campeones      | Brands Hatch | 14 de marzo | James Hunt     | McLaren-Ford        | Resultados |
| BRDC International Trophy | Silverstone  | 11 de abril | James Hunt     | McLaren-Ford        | Resultados |